# Microlicia benthamiana
Microlicia benthamiana là một loài thực vật có hoa trong họ Mua. Loài này được Triana mô tả khoa học đầu tiên năm 1871.